# Parco regionale di Roccamonfina-Foce Garigliano
Il parco regionale di Roccamonfina-Foce Garigliano è un'area naturale protetta della provincia di Caserta in Campania istituito nel 1993, con legge regionale 1º settembre 1993 n. 33. La sede e la direzione del parco si trovano a Sessa Aurunca.

## Generalità
Il parco interessa i comuni di Sessa Aurunca, Teano e cinque comuni che fanno parte della Comunità montana Monte Santa Croce: Roccamonfina, per l'intero territorio, parzialmente Marzano Appio, Conca della Campania, Galluccio e Tora e Piccilli. L'intera area è dominata dal vulcano spento di Roccamonfina ed ha come limite geografico il fiume Garigliano. Il corso del fiume ha scavato il suo alveo fluviale tra i terreni vulcanici del Roccamonfina ed i terreni calcarei dei Monti Aurunci.

## Storia

### Le origini
Tra il VII e l'VIII secolo a.C., si suppone che sul territorio abitassero popolazioni riconducibili agli Aurunci, le cui tracce sono visibili nei ritrovamenti di suppellettili tombali a Suessa (Sessa Aurunca) e di fondazioni di capanne a Cales (Calvi Risorta). Nel IV secolo, la forte ondata di popolamento da parte dei Romani in Campania, portò alla scomparsa del popolo aurunco, alla distruzione della città antica e alla formazione di nuove colonie.

### Il Medioevo
Il periodo medievale è caratterizzato dalle costruzioni di castelli, rocche, palazzi, monasteri: in quest'epoca sorsero i primi borghi nel territorio. Nel IX secolo, i monaci Benedettini provenienti dall'Abbazia di Montecassino si insediarono sul versante settentrionale del vulcano, intrapresero attività di disboscamento e poi coltivazione dei propri territori.

### Storia recente
Nel XIX secolo, in questi territori, si stava sempre più sviluppando il fenomeno del brigantaggio, e in età napoleonica vi si consolidarono i proprietari terrieri che facevano leva sul decreto di “eversione” della feudalità. L'unità d'Italia rese i popoli di questa zona molto attivi, soprattutto nel processo di miglioramento sociale che però si arrestò inevitabilmente allo scoppio della seconda guerra mondiale, in cui i campi coltivati si trasformarono in campi di battaglia e i centri abitati vennero totalmente danneggiati dal conflitto bellico.

## Territorio
Il parco ha una estensione di circa 8 705 ettari. L'area è dominata dal vulcano Roccamonfina ed è limitata a nord-ovest dal fiume Garigliano, a nord-est dalla catena di Monte Cesima e a sud-est dalla catena del Massico. Il Vulcano di Roccamonfina (1006 m s.l.m.) è il più antico vulcano della Campania, per dimensioni il quarto vulcano d'Italia. Molto simile al Vesuvio, ma molto più grande di esso. Le datazioni del 204 a.C. riportate da alcuni storici, anche contemporanei, sono prive di evidenze scientifiche in quanto tutti i prodotti del suo vulcanesimo sono precedenti all'eruzione dell'Ignimbrite Campana e quindi più antiche di 50 000 anni.

## Comuni
Il parco comprende i comuni di Sessa Aurunca, Roccamonfina, Teano, Conca della Campania, Galluccio, Marzano Appio e Tora e Piccilli.

## Flora
Nel parco la vegetazione è dominata da castagneti che costituiscono la principale attività economica degli abitanti del luogo (sia per la produzione dei frutti che per la produzione di legna) oltre a rappresentare un habitat di importanza comunitaria (cod. natura2000: 9260 - Boschi di Castanea sativa). Oltre 850 specie di piante vascolari sono state censite sul vulcano di Roccamonfina e 317 sono censite per la zona costiera. Tra le presenze di pregio circa 40 specie di orchidee spontanee, fra le quali spicca l'endemica puntiforme Epipactis maricae, e la felce "preistorica" Woodwardia radicans, qui presente nella stazione più settentrionale della penisola italiana. 

## Fauna
Nel parco regionale Roccamonfina-foce Garigliano la fauna è ricca e diversificata, in virtù delle ampie variazioni di condizioni ambientali che generano una grande varietà di habitat. Notevole è la presenza sull'edificio vulcanico dell'Ululone appenninico mentre alla foce del Garigliano vive la rarissima e minacciata Testuggine palustre, nei canali e nelle pozze, e la testuggine comune negli ambienti costieri. Fra i mammiferi sono comuni il cinghiale, l'istrice, la volpe, la faina, la donnola e il riccio. Tra le numerose specie di uccelli, di particolare rilievo sono picchio rosso maggiore e picchio verde, ghiandaia, tortora dal collare, gazza, cornacchia grigia, cinciallegra, capinera, poiana, gheppio, gufo comune, civetta, allocco e barbagianni.

## Punti di interesse
- Le Ciampate del Diavolo (nel comune di Tora e Piccilli)
- Il Santuario dei Lattani (nel comune di Roccamonfina)

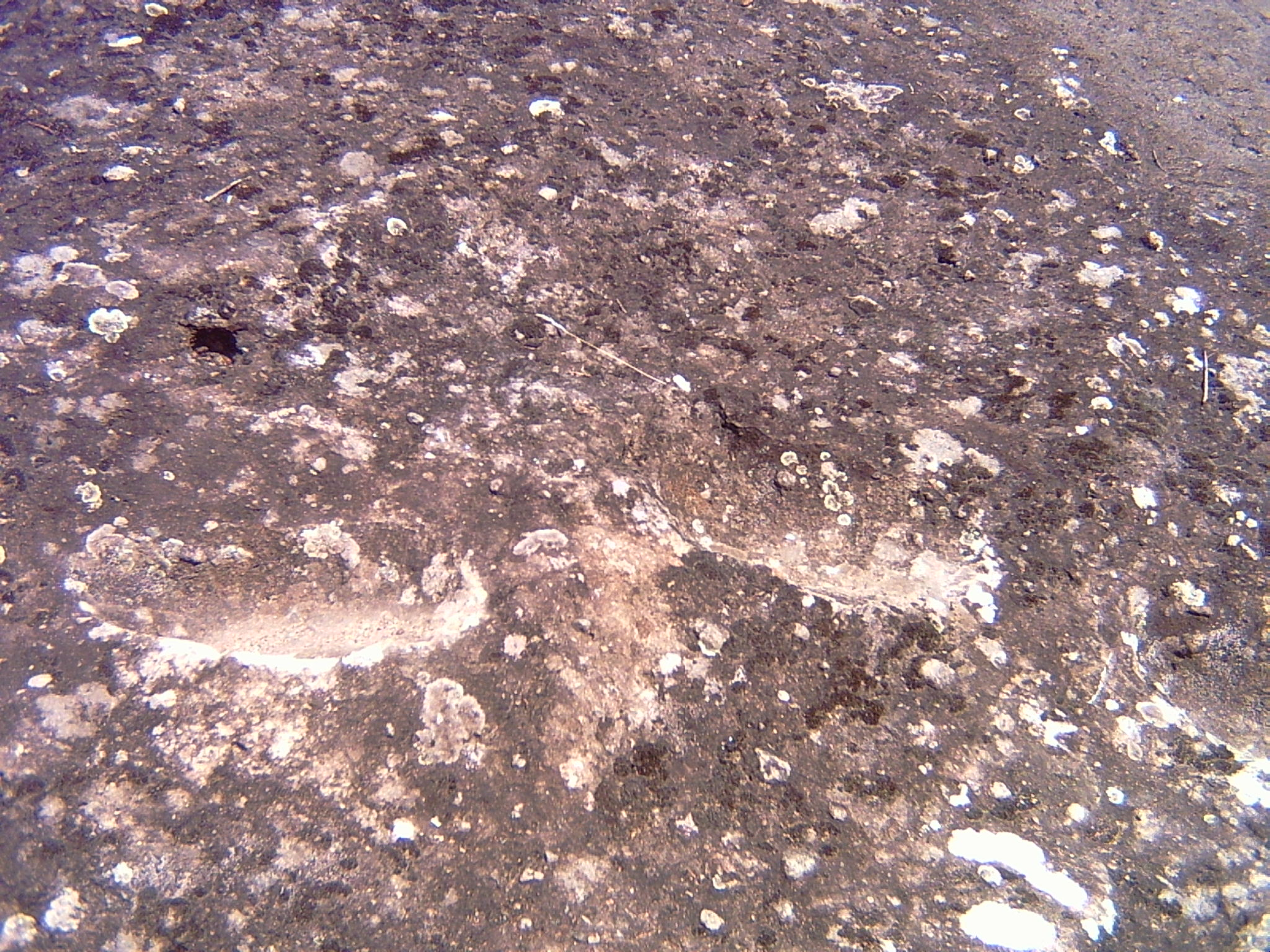
Le Ciampate del Diavolo

- Il borgo di Sipicciano (frazione di Galluccio)
- Il centro storico di Sessa Aurunca
- Il borgo medievale di Teano
- Il teatro romano di Teano
- L'Orto della Regina[10] (nel comune di Roccamonfina)
- Le rovine della torre di Pandolfo Capodiferro ed il bosco sacro della Ninfa Marica alla foce del Garigliano (nel comune di Sessa Aurunca)
- Il castello di Terracorpo a Marzano Appio
- Le Neviere di Roccamonfina

- Il Duomo di Teano

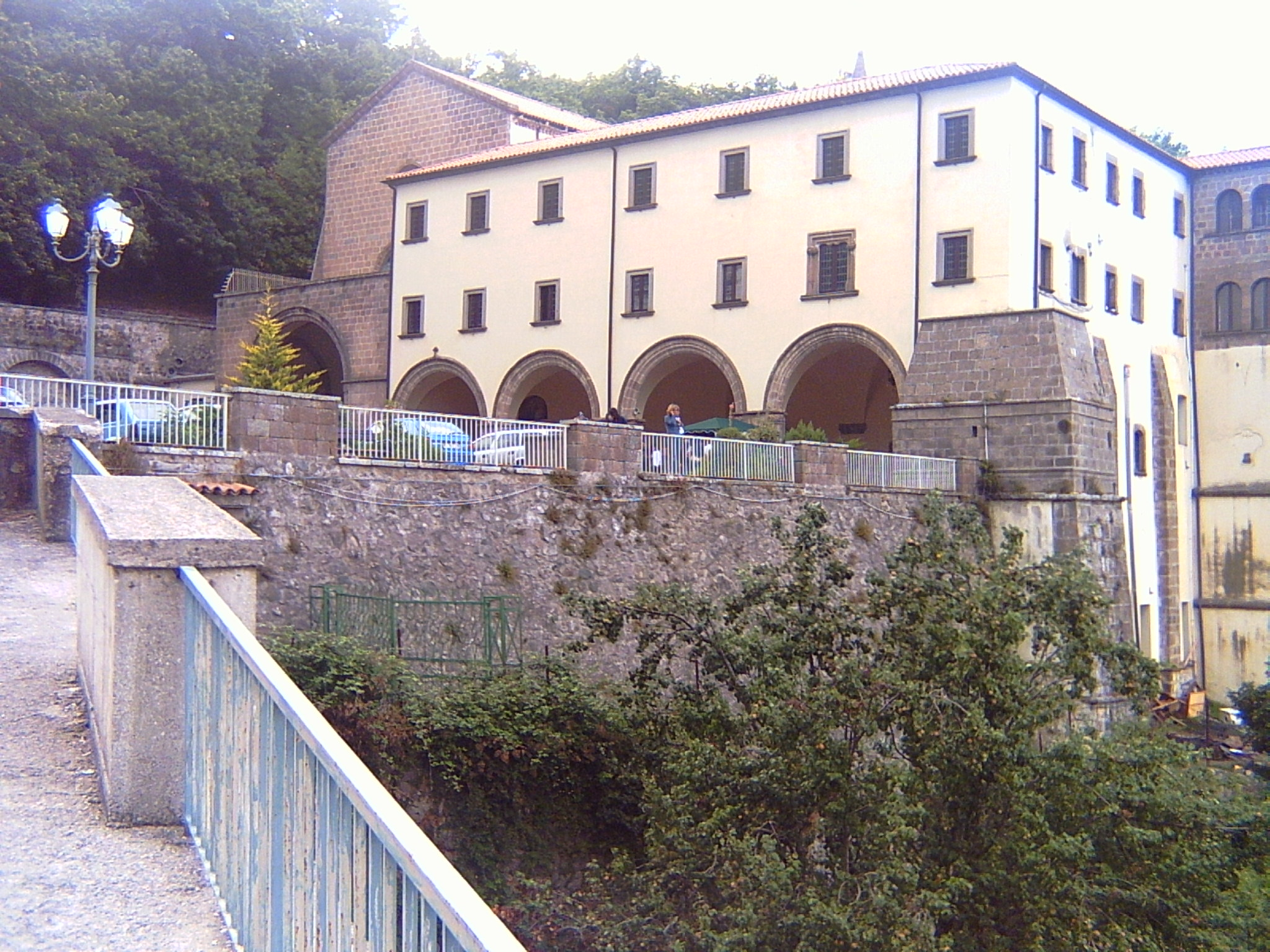
Il Santuario dei Lattani

- Il Museo archeologico nazionale di Teanum Sidicinum
- Il Duomo di Sessa Aurunca
- Il Museo archeologico nazionale di Sessa Aurunca